# Ling Rinpoché
Pour les articles homonymes, voir Ling et Rinpoche.
Ling Rinpoche est un tulkou important de la lignée gelug du bouddhisme tibétain.

## Présentation
| Nr | nom                               | vie       | particularité                                    |
| -- | --------------------------------- | --------- | ------------------------------------------------ |
| 1  | Döndrub Gyatso                    | 1655-1702 | 48e ganden tripa et enseignant du 6e dalai-lama  |
| 2  | Gendün Tenpey Gyaltsen            | 1728-1790 |                                                  |
| 3  | Lobsang Tenpey Gyaltsen           | 1791-1810 |                                                  |
| 4  | Ngawang Lungtog Yönten Gyatso     | 1811-1853 | 75e ganden tripa et enseignant du 11e dalai-lama |
| 5  | Lobsang Lungtog Tenzin Trinley    | 1856-1902 | Sharpa Choeje et enseignant du 13e dalai-lama    |
| 6  | Thouptèn Loungtog Namgyel Thrinlè | 1903-1983 | 97e ganden tripa et enseignant du 14e dalai-lama |
| 7  | Tenzin Loungtog Thrinlè Chöpa     | 1985      |                                                  |

## Sources
- (en) Ling Khangtsen klooster, Ling Lineage